# 왓카나이시

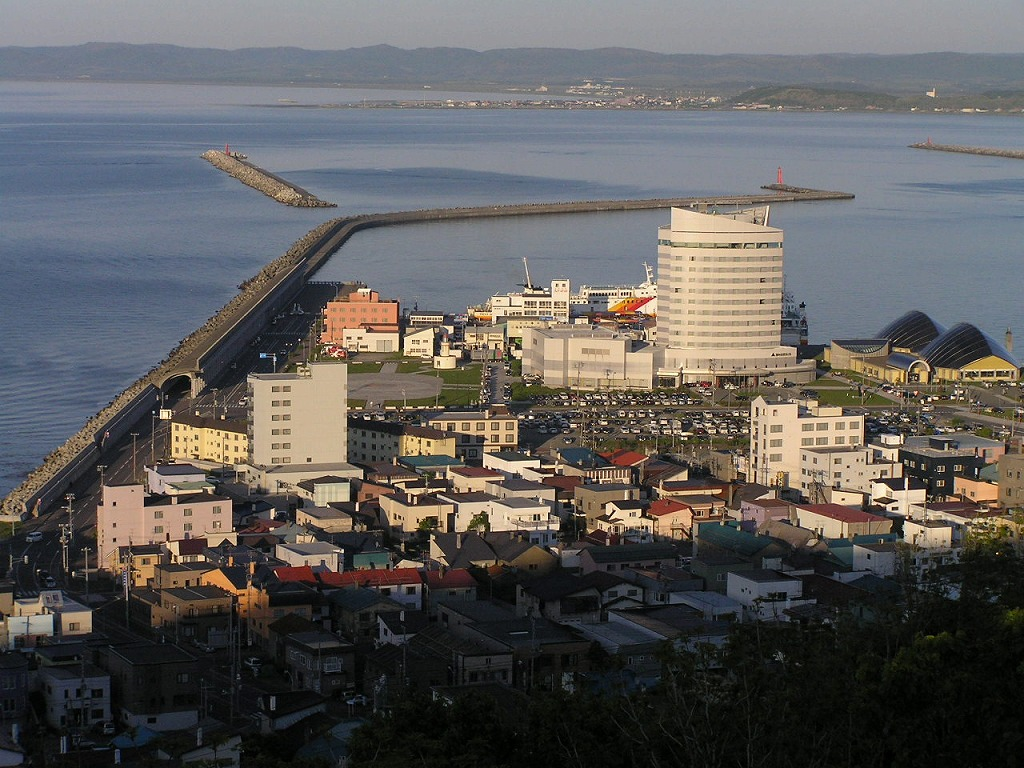
왓카나이항

왓카나이시(일본어: 稚内市 왓카나이시[*], 아이누어: Yam Wakka Nay, 문화어: 왁가나이시)는 일본 홋카이도 북부 소야 종합진흥국 관내에 있는 시이며, 진흥국 소재지이다. 일본 최북단에 위치한 도시로, 북부에 일본 최북단 지점인 소야곶이 있으며 러시아의 사할린섬과도 가깝다. 냉동한 낙지를 얇게 잘라서 샤부샤부로 만든 ‘다코샤브’가 유명하다.

## 개요
지명인 왓카나이는 아이누어로 ‘차가운 마실 물의 개울’을 의미하는 ‘얌 왓카나이’(아이누어: ヤㇺワッカナイ, Yam-wakka-nay)에서 유래한다. 일본 최북단 시로 소야 종합진흥국의 소재지이다. 마쓰마에번이 소야 장소를 개설한 에도 시대 초기 이후, 항만으로서 풍족한 지리 조건을 갖추어 양질의 어장을 가졌기 때문에 어업 도시로 발전했다. 에도 시대 중기 무렵부터는 국방상의 북부 요충지로 중시되고 있다. 러일 전쟁 후에는 가라후토(현재의 사할린) 항로를 개설했고, 다이쇼 시대에는 철도 건설도 이루어져 아사히카와 이북의 최대 도시가 되었다. 전후 북양 어업 기지로 한층 더 발전했지만 옛 소련의 배타적 경제 수역 설정 후에는 기간 산업인 어업이 쇠퇴해 인구가 계속 줄어드는 추세이다.

## 지리
왓카나이시는 현재 일본의 최북단에 위치한 시이다. 예로부터 일본 본토의 북쪽 관문으로 알려졌다. 홋카이도의 시정촌 중에서 유일하게 동해와 오호츠크해와 모두 접하고 있다. 왓카나이시의 최북단은 소야곶 북서쪽에 있는 벤텐섬이며, 현 시점에서 일본이 실효 지배하는 국토의 최북단이다. 소야곶에서 사할린까지는 대략 43km로, 일본에서 가장 러시아와 가깝다. 그 때문에 사할린주 또는 러시아와 교류가 깊고, 시내의 교통 표지나 점포의 간판 등에서 러시아어 표기를 볼 수 있다.

### 기후
왓카나이시의 연평균 기온은 7℃이다. 일본의 최북단에 위치하지만 겨울은 바다의 영향으로 비교적 온난하다. 반대로 여름은 한류의 영향으로 기온이 오르지 않는다. 연중 강한 바람이 불기 때문에 체감온도는 실제 온도보다 낮게 느껴진다. 특별폭설지대로 지정되어 있지만 홋카이도의 다른 자치체와 비교하면 적설은 많은 편이 아니다. 역대 최고기온은 31도이며 역대 최저기온은 영하 21.4도이다.
| 왓카나이시의 기후                                            | 왓카나이시의 기후 | 왓카나이시의 기후 | 왓카나이시의 기후 | 왓카나이시의 기후 | 왓카나이시의 기후 | 왓카나이시의 기후 | 왓카나이시의 기후 | 왓카나이시의 기후 | 왓카나이시의 기후 | 왓카나이시의 기후 | 왓카나이시의 기후 | 왓카나이시의 기후 | 왓카나이시의 기후 |
| 월                                                           | 1월               | 2월               | 3월               | 4월               | 5월               | 6월               | 7월               | 8월               | 9월               | 10월              | 11월              | 12월              | 연간              |
| ------------------------------------------------------------ | ----------------- | ----------------- | ----------------- | ----------------- | ----------------- | ----------------- | ----------------- | ----------------- | ----------------- | ----------------- | ----------------- | ----------------- | ----------------- |
| 역대 최고 기온 °C (°F)                                       | 7.4 (45.3)        | 9.3 (48.7)        | 13.1 (55.6)       | 20.2 (68.4)       | 26.9 (80.4)       | 26.8 (80.2)       | 32.7 (90.9)       | 31.6 (88.9)       | 29.7 (85.5)       | 23.5 (74.3)       | 17.4 (63.3)       | 11.5 (52.7)       | 32.7 (90.9)       |
| 일평균 최고 기온 °C (°F)                                     | −2.4 (27.7)       | −2.0 (28.4)       | 1.6 (34.9)        | 7.4 (45.3)        | 12.4 (54.3)       | 16.1 (61.0)       | 20.1 (68.2)       | 22.3 (72.1)       | 20.1 (68.2)       | 14.1 (57.4)       | 6.3 (43.3)        | 0.0 (32.0)        | 9.7 (49.5)        |
| 일일 평균 기온 °C (°F)                                       | −4.3 (24.3)       | −4.3 (24.3)       | −0.6 (30.9)       | 4.5 (40.1)        | 9.1 (48.4)        | 13.0 (55.4)       | 17.2 (63.0)       | 19.5 (67.1)       | 17.2 (63.0)       | 11.3 (52.3)       | 3.8 (38.8)        | −2.1 (28.2)       | 7.0 (44.6)        |
| 일평균 최저 기온 °C (°F)                                     | −6.4 (20.5)       | −6.7 (19.9)       | −3.1 (26.4)       | 1.8 (35.2)        | 6.3 (43.3)        | 10.4 (50.7)       | 14.9 (58.8)       | 17.2 (63.0)       | 14.4 (57.9)       | 8.4 (47.1)        | 1.3 (34.3)        | −4.2 (24.4)       | 4.5 (40.1)        |
| 역대 최저 기온 °C (°F)                                       | −19.4 (−2.9)      | −18.3 (−0.9)      | −17.4 (0.7)       | −8.0 (17.6)       | −2.2 (28.0)       | 2.1 (35.8)        | 6.4 (43.5)        | 8.9 (48.0)        | 3.5 (38.3)        | −4.4 (24.1)       | −11.4 (11.5)      | −16.0 (3.2)       | −19.4 (−2.9)      |
| 평균 강수량 mm (인치)                                        | 84.6 (3.33)       | 60.6 (2.39)       | 55.1 (2.17)       | 50.3 (1.98)       | 68.1 (2.68)       | 65.8 (2.59)       | 100.9 (3.97)      | 123.1 (4.85)      | 136.7 (5.38)      | 129.7 (5.11)      | 121.4 (4.78)      | 112.9 (4.44)      | 1,109.2 (43.67)   |
| 평균 강설량 cm (인치)                                        | 129 (51)          | 105 (41)          | 68 (27)           | 9 (3.5)           | 0 (0)             | 0 (0)             | 0 (0)             | 0 (0)             | 0 (0)             | 1 (0.4)           | 41 (16)           | 122 (48)          | 477 (188)         |
| 평균 강수일수 (≥ 0.5 mm)                                     | 23.8              | 20.0              | 16.3              | 11.3              | 10.8              | 10.2              | 9.5               | 10.6              | 12.6              | 16.3              | 20.2              | 23.9              | 185.4             |
| 평균 강설일수                                                | 30.4              | 26.0              | 24.3              | 12.6              | 2.1               | 0.0               | 0.0               | 0.0               | 0.0               | 3.8               | 20.5              | 28.5              | 147.9             |
| 평균 상대 습도 (%)                                           | 72                | 71                | 70                | 75                | 79                | 85                | 87                | 84                | 75                | 68                | 67                | 70                | 75                |
| 평균 월간 일조시간                                           | 40.6              | 74.7              | 137.5             | 173.5             | 181.6             | 154.6             | 142.7             | 150.7             | 172.1             | 134.6             | 55.9              | 28.4              | 1,446.9           |
| 출처: 일본 기상청 (평년값: 1991년~2020년, 극값: 1938년~현재) |                   |                   |                   |                   |                   |                   |                   |                   |                   |                   |                   |                   |                   |

## 민족
야마토 민족이 대다수이나 러시아와 인접해 있기 때문에 타타르족, 니브흐족과 같은 소수민족이나 러시아인도 일부 거주한다.

## 역사
- 1900년 - 소야군 왓카나이촌이 성립하였다.
- 1901년 - 왓카나이촌이 왓카나이정으로 승격되었다.
- 1949년 - 시로 승격해 왓카나이시가 되었다.
- 1955년 2월 1일 - 소야촌을 편입했다.

## 교통

### 공항
- 왓카나이 공항

### 철도
- 홋카이도 여객철도 소야 본선

### 도로
- 국도 40호선
- 국도 232호선
- 국도 236호선
- 국도 238호선

## 자매 도시
- 일본 오키나와현 이시가키시
- 러시아 사할린주 네벨스크(1972년 9월 8일)
- 러시아 사할린주 코르사코프
- 러시아 사할린주 유즈노사할린스크
- 필리핀 바기오